# ガールフレンド・エクスペリエンス (テレビドラマ)
『ガールフレンド・エクスペリエンス』（原題: The Girlfriend Experience）は、2016年から放送されているアメリカ合衆国のテレビドラマシリーズ。2009年の映画『ガールフレンド・エクスペリエンス』をテレビドラマ用にリブートした作品。映画を監督したスティーヴン・ソダーバーグを製作総指揮として迎え、ロッジ・ケリガン、エイミー・サイメッツが企画・製作した。キャストも一新し、主役にはエルビス・プレスリーの孫であるライリー・キーオを起用、その他ポール・スパークス、アンナ・フリエル、ルイーザ・クラウゼ、カルメン・イジョゴらが出演した。アメリカでは2016年4月10日からStarzで放送された。日本では、Amazonプライム・ビデオから日本語字幕・吹き替え版が配信された。本作は第3シーズンの製作が決定している。

## あらすじ
男性と有料で交際するサービス「ガールフレンド・エクスペリエンス」(GFE)の周囲で起こる様々な事件を追う。シーズンごとにストーリーは完結、キャストも一新され、それぞれが独立した作品となっている。

## キャスト

### メイン

#### シーズン1
- クリスティーン・リード - ライリー・キーオ
- デイビッド - ポール・スパークス（英語版）
- エリン - メアリー・リン・ライスカブ

#### シーズン2: Erica & Anna
- エリカ・マイルズ - アンナ・フリエル
- アンナ・ガーナー - ルイーザ・クラウゼ（英語版）
- ダリヤ - ナルゲス・ラシディ（英語版）

#### シーズン2: Bria
- ブリア・ジョーンズ/Sarah Da - カルメン・イジョゴ
- イアン - トゥンデ・アデビンペ（英語版）
- ポール - ハーモニー・コリン
- ケイラ - モーガナ・デイヴィーズ

### リカーリング

#### シーズン1
- Avery Suhr - ケイト・リン・シール
- ジャクリーン - アレクサンドラ・カスティージョ（英語版）
- Annabel Reade - エイミー・サイメッツ
- Martin Bayley - エイダン・ディヴァイン（英語版）
- Tariq Barr  - スギス・ヴァルゲーゼ（英語版）
- Skip Hadderly - マイケル・テリュー（英語版）
- ケイラ - サブリン・ロック
- ジャック - ジェームズ・ギルバート（英語版）

#### シーズン2: Erica & Anna
- サンドラ・フュークス - エミリー・ピッグフォード
- マーク・ノバック - マイケル・クラム（英語版）

## エピソード
| シーズン | シーズン | 話数 | 話数 | 放送期間      | 放送期間       |
| シーズン | シーズン | 話数 | 話数 | 初回放送      | 最終回放送     |
| -------- | -------- | ---- | ---- | ------------- | -------------- |
|          | 1        | 13   | 13   | 2016年4月10日 | 2016年6月19日  |
|          | 2        | 14   | 14   | 2017年11月5日 | 2017年12月24日 |

### シーズン1 (2016)
| 通算 話数 | シーズン 話数 | タイトル                           | 監督                 | 脚本                                  | 放送日        | U.S.視聴者数 (百万人) |
| --------- | ------------- | ---------------------------------- | -------------------- | ------------------------------------- | ------------- | --------------------- |
| 1         | 1             | "禁断の世界へ" "Entry"             | エイミー・サイメッツ | ロッジ・ケリガン エイミー・サイメッツ | 2016年4月10日 | 0.363                 |
| 2         | 2             | "ともだち" "A Friend"              | ロッジ・ケリガン     | ロッジ・ケリガン エイミー・サイメッツ | 2016年4月10日 | 0.334                 |
| 3         | 3             | "巣立ち" "Retention"               | ロッジ・ケリガン     | ロッジ・ケリガン エイミー・サイメッツ | 2016年4月17日 | 0.268                 |
| 4         | 4             | "一線を越えて" "Crossing the Line" | エイミー・サイメッツ | ロッジ・ケリガン エイミー・サイメッツ | 2016年4月24日 | 0.262                 |
| 5         | 5             | "ウソと本音" "Insurance"           | エイミー・サイメッツ | ロッジ・ケリガン エイミー・サイメッツ | 2016年5月1日  | 0.163                 |
| 6         | 6             | "不穏な動き" "Boundaries"          | ロッジ・ケリガン     | ロッジ・ケリガン エイミー・サイメッツ | 2016年5月8日  | 0.196                 |
| 7         | 7             | "機密事項" "Access"                | ロッジ・ケリガン     | ロッジ・ケリガン エイミー・サイメッツ | 2016年5月15日 | 0.222                 |
| 8         | 8             | "挑発" "Provocation"               | エイミー・サイメッツ | ロッジ・ケリガン エイミー・サイメッツ | 2016年5月22日 | 0.226                 |
| 9         | 9             | "暴露" "Blindsided"                | エイミー・サイメッツ | ロッジ・ケリガン エイミー・サイメッツ | 2016年5月29日 | 0.161                 |
| 10        | 10            | "トロントへ" "Available"           | ロッジ・ケリガン     | エイミー・サイメッツ                  | 2016年6月5日  | 0.177                 |
| 11        | 11            | "策略" "Fabrication"               | ロッジ・ケリガン     | ロッジ・ケリガン エイミー・サイメッツ | 2016年6月12日 | 0.248                 |
| 12        | 12            | "親子の思惑" "Home"                | エイミー・サイメッツ | ロッジ・ケリガン エイミー・サイメッツ | 2016年6月19日 | 0.180                 |
| 13        | 13            | "私の選んだ道" "Separation"        | ロッジ・ケリガン     | ロッジ・ケリガン エイミー・サイメッツ | 2016年6月19日 | 0.209                 |

### シーズン2: Erica & Anna/Bria (2017)
| 通算 話数 | シーズン 話数 | タイトル                               | 監督                 | 脚本                 | 放送日         | U.S.視聴者数 (百万人) |
| --------- | ------------- | -------------------------------------- | -------------------- | -------------------- | -------------- | --------------------- |
| 14        | 1             | "盗撮の罠" "Leverage"                  | ロッジ・ケリガン     | ロッジ・ケリガン     | 2017年11月5日  | 0.402                 |
| 15        | 2             | "くすぶる欲望" "Admitting"             | エイミー・サイメッツ | エイミー・サイメッツ | 2017年11月5日  | 0.336                 |
| 16        | 3             | "謎の男" "Eggshells"                   | エイミー・サイメッツ | エイミー・サイメッツ | 2017年11月12日 | 0.346                 |
| 17        | 4             | "盗撮の罠" "The List"                  | ロッジ・ケリガン     | ロッジ・ケリガン     | 2017年11月12日 | 0.325                 |
| 18        | 5             | "燃え上がるふたり" "Solicitation"      | ロッジ・ケリガン     | ロッジ・ケリガン     | 2017年11月19日 | 0.269                 |
| 19        | 6             | "過去の告白" "Negotiation"             | エイミー・サイメッツ | エイミー・サイメッツ | 2017年11月19日 | 0.243                 |
| 20        | 7             | "超えない一線" "Moral Inventory"       | エイミー・サイメッツ | エイミー・サイメッツ | 2017年11月26日 | 0.211                 |
| 21        | 8             | "あなたに溺れて" "Donors"              | ロッジ・ケリガン     | ロッジ・ケリガン     | 2017年11月26日 | 0.229                 |
| 22        | 9             | "壊れゆく心" "Family"                  | ロッジ・ケリガン     | ロッジ・ケリガン     | 2017年12月3日  | 0.297                 |
| 23        | 10            | "忍び寄る恐怖" "Living Like a Tornado" | エイミー・サイメッツ | エイミー・サイメッツ | 2017年12月3日  | 0.226                 |
| 24        | 11            | "最後の抵抗" "Making Amends"           | エイミー・サイメッツ | エイミー・サイメッツ | 2017年12月17日 | 0.198                 |
| 25        | 12            | "破滅の足音" "Citizens First"          | ロッジ・ケリガン     | ロッジ・ケリガン     | 2017年12月17日 | 0.195                 |
| 26        | 13            | "戻れない道" "Free Fall"               | ロッジ・ケリガン     | ロッジ・ケリガン     | 2017年12月24日 | 0.176                 |
| 27        | 14            | "危険な賭け" "Relapse"                 | エイミー・サイメッツ | エイミー・サイメッツ | 2017年12月24日 | 0.176                 |

## 製作
2014年6月、本作の製作が明らかになる。第1シーズンの撮影はカナダのトロントで行われた。
2017年1月、シーズン2のキャスティングが発表された。
2019年7月、Starzは本作をAnja Marquardtが脚本と監督を務める第3シーズンに更新した。

## 評価

### 批評
本作は批評家から高い評価を受けている。第1シーズンは批評集積サイトのRotten Tomatoesに40件のレビューがあり、批評家支持率は85%、平均点は10点満点で8.55点となっている。また、Metacriticには27件のレビューがあり、加重平均値は78/100となっている。
第2シーズンはRotten Tomatoesに18件のレビューがあり、批評家支持率は78%、平均点は10点満点で9.44点となっている。また、Metacriticには6件のレビューがあり、加重平均値は72/100となっている。